# Гай Юний Силан (консул 10 г.)
Вижте пояснителната страница за други личности с името Гай Юний Силан.
Гай Юний Силан (на латински: Gaius Iunius Silanus) е политик на ранната Римска империя.

## Биогрфаия
Той произлиза от клон Силан на фамилията Юнии. Син е на Гай Юний Силан и вероятно внук на Марк Юний Силан (консул 25 пр.н.е.). Майка му Апия Клавдия е от род Ации и така роднина на майката на император Август. Брат е на Марк Юний Силан (суфектконсул 15 г.), на сенатора Децим Юний Силан и на Юния Торквата, която e 60 години известна весталка. Вероятно е баща на Гай Апий Юний Силан (консул 28 г.).
През 10 г. той е консул заедно с Публий Корнелий Долабела. Той и колегата му Долабела изграждат през годината на техния консулат Арката на Долабела (може да е било просто реконструкция на Порта Целимонтана) в Рим, една врата на Сервианската стена от 4 век пр.н.е.
През 20 г. – 21 г. е проконсул на провинция Азия. След това консул Мамерк Емилий Скавър и други до набеждават в изнудване и laesa maiestatis. Според Тацит той е съден вероятно несправедливо и изпратен в изгнание. Преди това продават робите му, които се изказват против него. Сестра му издейства при Тиберий да бъде изпратен на остров Китнос вместо на Гиарос.
От 4 г. Силан е Фламин (Flamen Martialis). Загубва поста си след осъждането.